# Natalie Jenkinson
Natalie Jenkinson (ur. 18 listopada 1976) – australijska judoczka. Olimpijka z Sydney 2000, gdzie odpadła w eliminacjach w wadze półciężkiej.
Startowała w Pucharze Świata w 2000. Wicemistrzyni Oceanii w 1998 i 2000. Mistrzyni Australii w 1998, 1999 i 2000 roku.

## Letnie Igrzyska Olimpijskie 2000
| Konkurencja | Eliminacje                | Klas. końcowa |
| Konkurencja | Przeciwnik I              | Miejsce       |
| ----------- | ------------------------- | ------------- |
| 78 kg       | Edinanci da Silva (BRA) P | 1 runda.      |